# Lê Đức Tuấn
Lê Đức Tuấn (sinh ngày 13 tháng 6 năm 1982) là một huấn luyện viên và cựu cầu thủ bóng đá người Việt Nam. Thời còn thi đấu, ông chơi ở vị trí hậu vệ và có nhiều năm thi đấu tại V.League 1 trong màu áo Hà Nội ACB và Thanh Hóa. Hiện nay, ông là huấn luyện viên trưởng của câu lạc bộ SHB Đà Nẵng tại V.League 1.

## Sự nghiệp cầu thủ

### Câu lạc bộ
Lê Đức Tuấn khởi nghiệp ở đội trẻ Đường sắt Việt Nam. Khi lên được đội một thì câu lạc bộ bị giải thể, chuyển giao cho bầu Kiên quản lý. Sau nhiều sự kiện tách nhập đội bóng, Đức Tuấn vẫn thể hiện được mình và trở thành trụ cột của Hà Nội ACB sau này. Sau một thời gian, anh được làm đội trưởng đội bóng.
Năm 2008, dù Hà Nội ACB phải xuống hạng nhưng Lê Đức Tuấn cùng đồng đội đã giành được Cúp Quốc gia sau khi thắng Becamex Bình Dương với tỷ số tối thiểu 1–0 ở trận chung kết.
Ngày 27 tháng 3 năm 2011, trong trận đấu Hà Nội ACB gặp Khánh Hòa, Đức Tuấn đã có hành vi ném băng đội trưởng vào trọng tài và kêu gọi đồng đội phản ứng quả phạt đền ở phút 88. Do hành vi này nên ông bị treo giò 4 trận và phạt 10 triệu đồng.
Cuối năm 2011, sau 11 năm thi đấu ở Hà Nội, ông chuyển sang thi đấu cho câu lạc bộ Thanh Hóa. Ngày 21 tháng 7 năm 2013, trong trận đấu Thanh Hóa làm khách trên sân Vinh của Sông Lam Nghệ An trong khuôn khổ vòng đấu thứ 16 V.League 2013, Đức Tuấn đã bị cầu thủ đội chủ nhà đánh cùi chỏ và ngất lịm ngat tại sân phải nhập viện khẩn cấp.
Ngày 17 tháng 4 năm 2015, trong khuôn khổ vòng 10 giải V.League 2015, anh có pha vô ý đánh đầu phản lưới nhà sau cú sút phạt không mấy nguy hiểm từ tiền vệ Mai Tiến Thành của đội khách Becamex Bình Dương. Anh tự trách bản thân bằng cách tự đấm liên tiếp vào đầu mình. Sau khi mùa giải 2015 kết thúc, Lê Đức Tuấn đã quyết định không ký hợp đồng mới với Thanh Hóa và chia tay bóng đá chuyên nghiệp ở tuổi 33.

### Đội tuyển quốc gia
Từ năm 1998, Lê Đức Tuấn đã được triệu tập lên đội tuyển U-16 Việt Nam cùng với Vũ Như Thành, Nguyễn Việt Thắng, Dương Hồng Sơn...
Tại kỳ SEA Games 22 tổ chức tại Việt Nam, Lê Đức Tuấn được huấn luyện viên Alfred Riedl triệu tập vào đội tuyển U-23. Đây cũng là kỳ SEA Games duy nhất của ông. Tại vòng bảng, Đức Tuấn được ra sân thi đấu trận gặp U-23 Lào trên sân Hàng Đẫy. Ở trận chung kết gặp U-23 Thái Lan, do cầu thủ Lê Văn Trương bị treo giò nên Đức Tuấn được tin tưởng giao đá ở vị trí hậu vệ trái. Tuy nhiên, ông đã chơi không tốt, mắc lỗi bỏ vị trí ở bàn thua duy nhất của đội trong hai hiệp chính. Sau sự cố này, ông bị dính nghi vấn "bán độ" và từng có ý định giải nghệ.

## Sự nghiệp huấn luyện viên
Năm 2016, ông trở về Hà Nội và tham gia vào câu lạc bộ hạng ba Phù Đổng với vai trò cầu thủ kiêm huấn luyện viên. Năm 2017, ông chính thức là huấn luyện viên trưởng của Phù Đổng.
Tháng 5 năm 2019, do đội Phù Đổng chơi không tốt tại V.League 2, Lê Đức Tuấn đã xin từ chức huấn luyện viên trưởng. Sau đó, ông chuyển về làm huấn luyện viên U-15 của Hà Nội.
Sau nhiều năm làm ở đội trẻ và với vai trò trợ lý, ông được Ban lãnh đạo clb Hà Nội lựa chọn làm HLV trưởng đầu mùa giải V-League 1 2024-2025.
Tháng 2 năm 2025, sau khi chia tay Hà Nội, ông được bầu làm HLV trưởng của SHB Đà Nẵng. Kế nhiệm chức vụ HLV trưởng của ông Phan Thanh Tùng.

## Cuộc sống cá nhân
Lê Đức Tuấn là con trai của cựu danh thủ Lê Khắc Chính của đội bóng Đường sắt Việt Nam và là em họ cựu tuyển thủ quốc gia Việt Nam Lê Anh Dũng. Đức Tuấn lấy vợ vào năm 2009 và đã có hai cậu con trai.
Ngoài bóng đá, Lê Đức Tuấn có thú vui chơi xe độ. Năm 2014, ông từng mua một chiếc Honda LA 250cc với giá 45 triệu đồng, sau đó bỏ ra thêm 25 triệu đồng để độ xe.

## Danh hiệu

### Cấp câu lạc bộ
Hà Nội ACB
- Cúp Quốc gia: 2008
- V.League 2: 2010

Thanh Hóa
- Hạng ba V.League 1: 2014, 2015

### Quốc tế
U-23 Việt Nam
- Huy chương bạc Đại hội Thể thao Đông Nam Á: 2003